# Championnat du Soudan de football 2011
Navigation
Saison précédente Saison suivante
La saison 2011 du Championnat du Soudan de football est la quarante-septième édition de la première division au Soudan, la Sudan Premier League. Elle regroupe, sous forme d'une poule unique, les quatorze meilleures équipes du pays qui se rencontrent deux fois, à domicile et à l'extérieur. En fin de saison, le dernier du classement est relégué et remplacé par le champion de deuxième division.
C'est le club d'Al Merreikh Omdurman qui remporte le championnat cette saison, après avoir terminé en tête du classement final, avec cinq points d'avance sur le tenant du titre, Al Hilal Omdurman et… trente-et-un sur Amal Atbara. C'est le dix-huitième titre de champion du Soudan de l'histoire du club.
L'indépendance du Soudan du Sud, déclarée le 9 juillet 2011, en pleine saison, n'a aucune incidence sur la compétition, aucun club de l'élite n'étant situé dans le nouvel État.

## Qualifications continentales
Les deux premiers du classement se qualifient pour la prochaine édition de la Ligue des champions de la CAF tandis que le 3e et le 4e disputeront la Coupe de la confédération 2012.

## Les clubs participants
| - Al Hilal Omdurman - Hay al-Arab Port-Soudan - Al Nsoor - Promu de D2 - Al Ittihad Wad Medani - Amal Atbara - Al Nil Hasahisa - Al Ahli Khartoum | - Al-Mourada SC - Al Merreikh Omdurman - Al Hilal Kaduqli - Al Hilal Port-Soudan - Khartoum 3 - Al Ahly Shendi - Promu de D2 - Al-Jazeerat Al-Feel |

## Compétition
Le barème de points servant à établir les classements se décompose ainsi :
- Victoire : 3 points
- Match nul : 1 point
- Défaite : 0 point

### Classement
| Rang | Équipe                  | Pts | J  | G  | N  | P  | Bp | Bc | Diff |
| ---- | ----------------------- | --- | -- | -- | -- | -- | -- | -- | ---- |
| 1    | Al Merreikh Omdurman    | 73  | 26 | 24 | 1  | 1  | 69 | 10 | +59  |
| 2    | Al Hilal Omdurman T C   | 68  | 26 | 22 | 2  | 2  | 72 | 12 | +60  |
| 3    | Amal Atbara             | 42  | 26 | 12 | 6  | 8  | 28 | 30 | -2   |
| 4    | Al Ahly Shendi P        | 37  | 26 | 10 | 7  | 9  | 31 | 27 | +4   |
| 5    | Khartoum 3              | 37  | 26 | 11 | 4  | 11 | 30 | 34 | -4   |
| 6    | Al-Hilal Kaduqli        | 33  | 26 | 9  | 6  | 11 | 32 | 44 | -12  |
| 7    | Al Ahli Khartoum        | 31  | 26 | 8  | 7  | 11 | 29 | 33 | -4   |
| 8    | Al Nsoor P              | 31  | 26 | 8  | 7  | 11 | 16 | 26 | -10  |
| 9    | Al-Mourada SC           | 28  | 26 | 7  | 7  | 12 | 26 | 35 | -9   |
| 10   | Al Nil Hasahisa         | 28  | 26 | 7  | 7  | 12 | 24 | 33 | -9   |
| 11   | Al Hilal Port-Soudan    | 28  | 26 | 8  | 4  | 14 | 21 | 42 | -21  |
| 12   | Al Ittihad Wad Medani   | 26  | 26 | 5  | 11 | 10 | 22 | 40 | -18  |
| 13   | Al Jazeerat Al Feel     | 26  | 26 | 6  | 8  | 12 | 20 | 31 | -11  |
| 14   | Hay al-Arab Port-Soudan | 17  | 26 | 4  | 5  | 17 | 18 | 41 | -23  |

|  | Qualification pour la Ligue des champions de la CAF 2012                |
|  | Qualification pour la Coupe de la confédération 2012                    |
|  | Relégation directe en deuxième division                                 |
|  | T : Tenant du titre C : Vainqueur de la Coupe du Soudan P : Promu de D2 |

## Bilan de la saison
| Championnat du Soudan de football 2011                             |                                  |
| Champion                                                           | Al Merreikh Omdurman (18e titre) |
| Coupes et trophées                                                 |                                  |
| Vainqueur de la Coupe du Soudan 2011                               | Al Hilal Omdurman                |
| Qualifications continentales                                       |                                  |
| Ligue des champions de la CAF 2012                                 | Al Merreikh Omdurman             |
| Ligue des champions de la CAF 2012                                 | Al Hilal Omdurman                |
| Coupe de la confédération 2012                                     | Amal Atbara                      |
| Coupe de la confédération 2012                                     | Al Ahly Shendi                   |
| Promotions et relégations                                          |                                  |
| Promus en Premier League                                           | Al Rabta Kosti                   |
| Relégués en Championnat du Soudan de football de deuxième division | Hay al Arab Port-Soudan          |